# Горст-Ґюнтер Ґреґор
Горст-Ґюнтер Ґреґор (нім. Horst-Günter Gregor, 24 липня 1938 — 25 квітня 1995) — німецький плавець.
Призер Олімпійських Ігор 1964, 1968 років.
Чемпіон Європи з водних видів спорту 1962, 1966 років.